# GP Hotel Threeland
De GP Hotel Threeland is een wedstrijd in het veldrijden, die verreden wordt op nieuwjaarsdag. Sinds de invoering van de GP Sven Nys die ook op 1 januari plaatsvindt staan er doorgaans geen toppers meer aan de start.
Tot en met 2013 heette de wedstrijd Grand Prix du Nouvel-An, tot dan werd er ook een wedstrijd voor vrouwen gereden. De vrouwenwedstrijd staat sinds 2016 weer op het programma.